# Transmarocaine
La Transmarocaine est un raid multi-sports organisé au Maroc par l'association Transmarocaine et la société GO2EVENTS.

## Présentation
L'épreuve se déroule par équipes de deux concurrents, homme ou femme, et qui a lieu chaque année au mois de mars au Maroc. Les équipes enchaînent des épreuves en VTT, course à pied (trail), canoë-kayak et course d'orientation. L'épreuve est accessible au plus grand nombre car les étapes sont courtes et permettent l'acheminement de matériel humanitaire aux populations locales. La société GO2EVENTS organise également Le Morocco Tizi N'Trail et la Boliviana.

## Histoire
L'épreuve existe depuis 2006 et a lieu tous les ans. En 2017, l'épreuve prendra son départ depuis le lac de Bin El Ouidane (région de Béni Mellal - Azilal) et fera une boucle en passant par les montagnes de l'Atlas.
| Année | Dates         | Ville Départ   | Ville Arrivée  | Vainqueurs                    |
| ----- | ------------- | -------------- | -------------- | ----------------------------- |
| 2017  | 17 au 24 mars | Bin El Ouidane | Bin El Ouidane |                               |
| 2016  | 19 au 26 mars | Ouarzazate     | Ouarzazate     | St Just Extreme Aventure      |
| 2015  | 14 au 21 mars | Marrakech      | Marrakech      | Mistral Adventura             |
| 2014  | 22 au 30 mars | Essaouira      | Marrakech      | Les 100 Team                  |
| 2013  | 16 au 24 mars | Ouarzazate     | Marrakech      | Vibram Lafuma                 |
| 2012  | 10 au 18 mars | Beni Mellal    | Marrakech      | Raid Nantes Aventure          |
| 2011  | 12 au 20 mars | Ouarzazate     | Marrakech      | Team RAID 74 - BAYER          |
| 2010  | 6 au 14 mars  | Essaouira      | Marrakech      | Team WILSA AFG                |
| 2009  | 7 au 15 mars  | Ouarzazate     | Marrakech      | Team SSI - Arverne            |
| 2008  | 15 au 23 mars | Essaouira      | Marrakech      | Team SSI                      |
| 2007  | 10 au 18 mars | Essaouira      | Marrakech      | Team Eider Raid du Mercantour |
| 2006  | 18 au 26 mars | Essaouira      | Marrakech      | Team Eider Raid du Mercantour |